# Aphyosemion coeleste
Aphyosemion coeleste är en fiskart som beskrevs av Huber och Radda, 1977. Aphyosemion coeleste ingår i släktet Aphyosemion och familjen Nothobranchiidae. IUCN kategoriserar arten globalt som sårbar. Inga underarter finns listade i Catalogue of Life.